# 3024
3024（三千二十四、さんぜんにじゅうよん）は、自然数また整数において、3023の次で3025の前の数である。

## 性質
- 3024は合成数であり、約数は1, 2, 3, 4, 6, 7, 8, 9, 12, 14, 16, 18, 21, 24, 27, 28, 36, 42, 48, 54, 56, 63, 72, 84, 108, 112, 126, 144, 168, 189, 216, 252, 336, 378, 432, 504, 756, 1008, 1512, 3024である。
  - 約数の和は9920。
- 5以外の全ての1桁の自然数と16（24）, 27（33）の最小公倍数である。
- 1桁数8個を約数に持つ15番目の数である。1つ手前は2880、次は3240。
- 580番目のハーシャッド数である。1つ前は3020、次は3030。
  - 9を基とする139番目のハーシャッド数である。1つ前は3015、次は3033。
- 3024 = 6 × 7 × 8 × 9
  - 6番目の四連続積数である。1つ前は1680、次は5040。
- 3024 = 24 × 33 × 7
  - 3つの異なる素因数の積で p 4 × q 3 × r の形で表せる2番目の数である。1つ前は2160、次は3240。（オンライン整数列大辞典の数列 A179698）
- 3024 = 552 − 1
  - n = 55 のときの n 2 − 1 とみたとき1つ前は2915、次は3135。
- 約数の和が3024になる数は26個ある。(1020, 1056, 1120, 1230, 1284, 1326, 1420, 1430, 1484, 1504, 1506, 1564, 1670, 1724, 1826, 1846, 1886, 2067, 2091, 2255, 2431, 2515, 2761, 2839, 2911, 3023) 約数の和26個で表せる最小の数である。次は5292。